# Frans Feremans
Frans Feremans (* 15. August 1924 in Walem, Antwerpen; † 10. November 2007 in Bonheiden) war ein belgischer Radrennfahrer und nationaler Meister im Radsport.

## Sportliche Laufbahn
Feremans begann zunächst mit zwölf Jahren als Leichtathlet Sport zu treiben. Er war ein talentierter Crossläufer und startete als Jugendlicher auch im Ausland. Eine Fußverletzung zwang ihn jedoch, diesen Sport aufzugeben. 1949 löste er seine erste Lizenz als Radrennfahrer und bestritt gezielt Querfeldeinrennen. 1954 wurde er nationaler Meister im Querfeldeinrennen vor Roger De Clerq. 1952 war er bereits Vize-Meister hinter Firmin Van Kerrebroeck geworden. Mehr als 15 Siege konnte er in Querfeldeinrennen erringen. Als Straßenfahrer war er nicht erfolgreich. 1955 wurde er beim Sieg von Andrè Dufraisse 19. der UCI-Weltmeisterschaft im Querfeldeinrennen in Saarbrücken. Es blieb sein einziger Start bei einer Weltmeisterschaft.